# هوشة (حيفا)
هوشة إحدى قرى فلسطين المهجرة بعد حرب 1948.، لم تسكن هذه القرية ولم تعمر الا بعد سنة 1886 عندما اسكنت حكومة تركيا المغاربة التابعين لعبد القادر الجزائري بعد طردهم من قبل الانتداب الفرنسي.

## الموقع
تقع هوشة إلى الشرق من حيفا، حيث تبعد عنها 13 كم، وترتفع 100 متر عن سطح البحر، من الغرب كانت تجاروها قرية خربة الكساير المهجّرة واليوم على أنقاض القرتين المهجرتين مستوطنة أوشا ورمات يوحنان وكفار همكابي، وفي شمال القرية تقع  شفاعمرو وأراضيها وكذلك من شمالها تجاروها مدينة شفاعمرو، ومن الجنوب وادي صفورية وقرية رأس علي.

## عن القرية
سكنها المغاربة الذين نزلوا من شمال أفريقيا عام  1886 إلى فلسطين قديمًا بسبب بطش الاستعمار الفرنسي في الجزائر مع الثائر عبد القادر الجزائري فأسكنتهم الدولة العثمانية في سبعة قرى فلسطينية منها، كفر سبت وعولم ومعذر وعموقة وهوشة وجميعها اليوم قرى مهجّرة منذ النكبة عام 1948. وتقوم القرية على بقعة (يوشا) الرومانية. بلغت مساحة أراضيها 901 دونمًا وقُدِّرَ عدد سكانها عام 1922 حوالي 165 نسمة، وفي العام 1945 حوالي 580 نسمة. وتعد القرية ذات موقع أثري يحتوي على أساسات أبنية وبقايا معمارية ومقام هوشان وبئر مستديرة، وحوض مقصور وفي جوراها مدافن مقطوعة في الصخر. قامت العصابات الصهيونية بهدم القرية وتشريد أهلها البالغ عددهم حوالي 464 نسمة، وكان ذلك في 15 أبريل 1948. أقام الصهاينة مستوطنة (اوشا) سنة 1937 على أراضيها. وإلى جوارها أيضًا تقع مستوطنة «يوحنان».

## احتلال القرية وتهجيرها عام 1948
قام اليهود بالهجوم على الهوشة، لكن سكان الهوشة قاموا بالمقاومة وصدوا العصابات الصهيونية من وحدة لواء كرميئيلي، فقد انضم إلى المناضلين المحليين الفيلق الثامن من جيش الإنقاذ أفرادها من دروز فلسطين وسوريين وعددهم 500 مقاتل بقيادة شكيب وهاب، كانت معركة دامية وواسعة النطاق وجاءتهم النجدة من مقاتلي قرية صفورية المهجرة مثل نمر أبو النعاج وأبو محمود الصفوري وأحمد توبة واخرين، الا ان اليهود تغلبوا على جيش شكيب وهاب في الهوشة واضطروا الانسحاب.

## حرش الخروبية وثورة فلسطين الكبرى
في ثورة الفلسطينية الكبرى بين الأعوام 1936-1939، انضم أفراد من قرية هوشة لفصيل كان يقوده مفلح علي حمادة، وأبرز من انضم من قرية هوشة كان حمادة غيث، وشاع بين أهالي هوشة كلمة سر لتنبيه الثوار في حال مداهمة القوات الانتداب البريطاني القرية، وهي "شوالك والخروبية" ليفروا هربًا لمنطقة أحراش الخروبية، قبل أن ياتي الانتداب ويعيث بالقرى فسادا وينكل الناس ويسكب زيتهم على طحينهم لمعاقبتهم. وفي شهادة للمرحوم الحاج علي طاهر قال في مقابلة مع سلمان ناطور:
«كنا مسلحين وندافع عن أرضنا.. ولكن بدهمش حد يرفع رأسه.. كانوا يطوقوا البلد.. ولما نحس في الطوق كنا نقول : "شوالك والخروبيه"...هاي كانت كلمة السر بين المسلحين.. كان كل واحد يحمل شوال ويهرب لمنطقة الخروبيه ويتخبا يوم.. يومين ثلاثه بينما ينحل الطوق..كانوا يخرجوا الناس على البيادر ويركعوهم في الشمس من الصبح للمسا.. ويفتشوا بيوتنا.. ويضربونا ويعذبونا علشان نقر عن المسلحين ونسلمهم سلاحنا.. »

## القرية اليوم
دمرت القرية بالكامل وسيجت المنطقة وأعلنت موقعًا أثريا. أقيمت منشآت أخرى على أراضي البلدة بعد عام 1948، منها الحديقة الوطنية والتي تسمى جوش ألونيم التي أقيمت في حرش يسمى حرش الخروبية الواقع بين شفا عمرو وهوشة، ويقال بأن هذا الحرش ضمّ معسكرًا لصلاح الدين الأيوبي وهو قريب من منطقة وحي البرج في شفا عمرو. ما زال هناك آثار 20 بيتًا قائمًا في القرية.

## وصلات خارجية
- موقع فلسطين في الذاكرة